# Cadillac Eldorado Brougham Town Car
Der Cadillac Eldorado Brougham Town Car war ein Konzeptfahrzeug, das die Cadillac-Division von General Motors 1956 vorstellte.

## Modellbeschreibung
Das viertürige Fahrzeug war im Stil eines Coupé de Ville (französisch für „Stadtauto“; englisch: Town Car) gestaltet: Der Chauffeur saß im Freien, während das Passagierabteil mit einem festen Dach versehen war. Das Dach war mit Leder bezogen und erweckte den Eindruck eines Landauers; tatsächlich war es aber fest und ließ sich nicht herunterklappen. An der Frontpartie hatte das Eldorado Brougham Town Car einen breiten, trapezförmigen Kühlergrill, der von den nach oben gezogenen, inneren Enden der Stoßfängerstummel begrenzt wurde. An ihrem Ende hatten die Stummel große Stoßstangenhörner in Raketenform. Der Wagen war mit Doppelscheinwerfern ausgestattet. Die enormen Heckflossen waren spitz ausgelegt. Die hinteren Türen waren hinten angeschlagen (sog. Selbstmördertür).
Die gesamte Karosserie bestand aus GFK. Der Passagierraum in schwarzen und goldfarbenen Tönen gehalten. In der Trennwand zum Fahrer gab es eine Sprechanlage, eine Klimaanlage, ein Necessaire, einen Zigarren-Humidor und eine Thermosflasche mit Gläsern.

## Präsentation

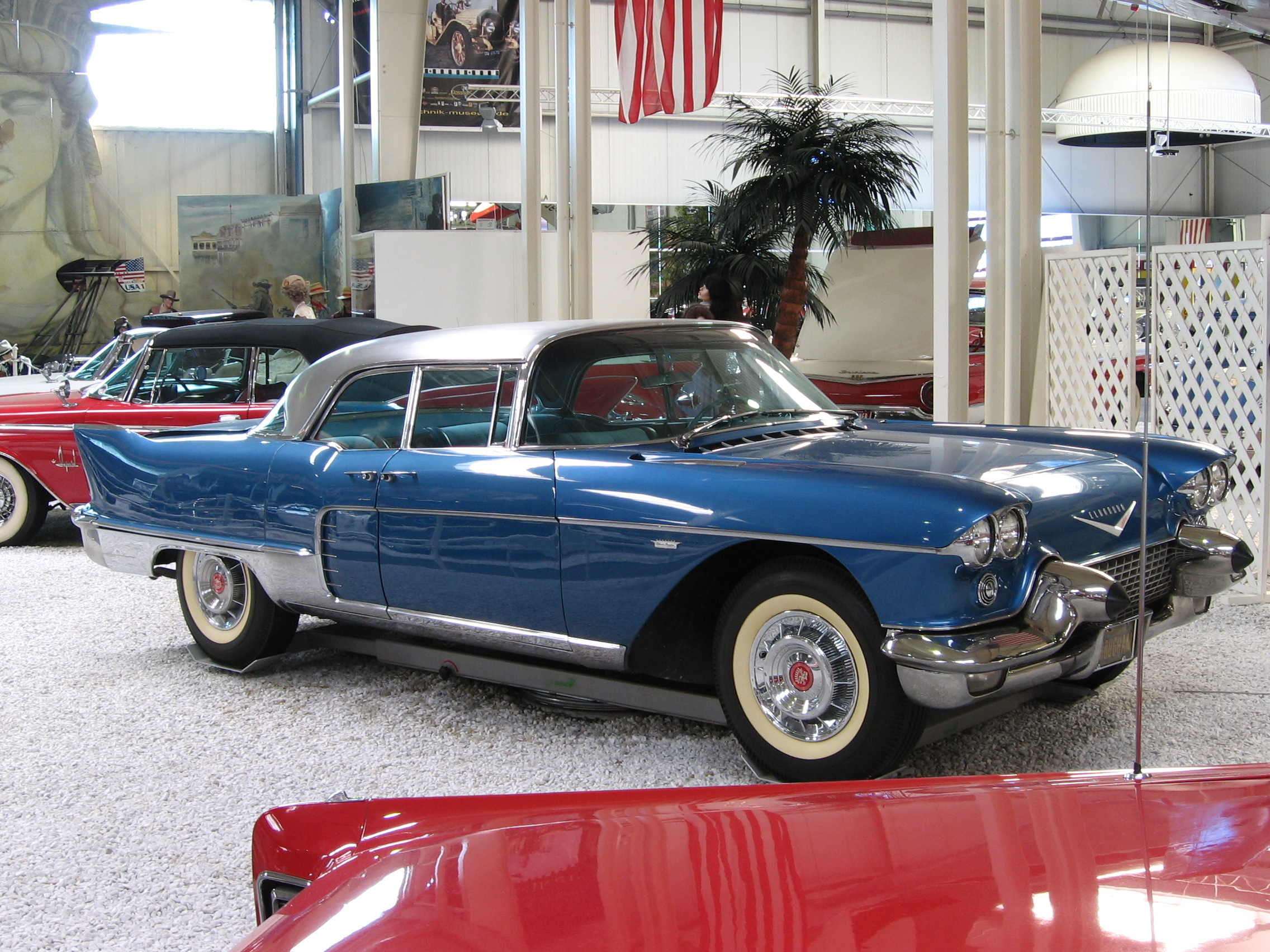
Serienversion: Cadillac Eldorado Brougham von 1957

Das Eldorado Brougham Town Car wurde auf GMs Motorama Show im Januar 1956 öffentlich gezeigt. Das Ausstellungsstück hatte keinen Motor und wurde so nie in Serie gefertigt. Eine Reihe von Designdetails übernahm Cadillac aber für die ab 1957 in kleiner Serie produzierte Oberklassenlimousine Eldorado Brougham.